# Vitó
Vítor Emanuel Araújo Ferreira, meglio noto come Vitó (Barcelos, 18 settembre 1997), è un calciatore portoghese, centrocampista del Gloria Buzău.

## Caratteristiche tecniche
È un trequartista.

## Carriera
Nato a Barcelos, Vitó cresce nel settore giovanile di Gil Vicente, prima di entrare, a 13 anni, nella cantera del Porto. Nel 2010 si trasferisce al Rio Ave con cui esordisce fra i professionisti il 21 gennaio 2015 disputando con il club biancoverde l'incontro di Taça da Liga perso 1-0 contro l'Académica a Coimbra.
Dopo aver trovato poco spazio al Rio Ave, nel gennaio 2018 viene prestato al Covilhã, squadra di seconda divisione portoghese, con la quale termina la stagione 2017-2018 al quindicesimo posto.
Tornato al Rio Ave, scende in campo cinque volte dal 2018 al 2020, prima di venire prelevato dalla Casa Pia di Lisbona.

## Statistiche
Statistiche aggiornate al 5 novembre 2019.

### Presenze e reti nei club
| Stagione        | Squadra         | Campionato      | Campionato | Campionato | Coppe nazionali | Coppe nazionali | Coppe nazionali | Coppe continentali | Coppe continentali | Coppe continentali | Altre coppe | Altre coppe | Altre coppe | Totale | Totale | Totale |
| Stagione        | Squadra         | Comp            | Pres       | Reti       | Comp            | Pres            | Reti            | Comp               | Pres               | Reti               | Comp        | Pres        | Reti        | Pres   | Reti   |        |
| --------------- | --------------- | --------------- | ---------- | ---------- | --------------- | --------------- | --------------- | ------------------ | ------------------ | ------------------ | ----------- | ----------- | ----------- | ------ | ------ | ------ |
| 2014-2015       | Rio Ave         | PL              | 0          | 0          | CP+CdL          | 0+2             | 0               |                    | -                  | -                  |             | -           | -           | 2      | 0      |        |
| 2015-2016       | Rio Ave         | PL              | 0          | 0          | CP+CdL          | 0               | 0               |                    | -                  | -                  |             | -           | -           | 0      | 0      |        |
| 2016-2017       | Rio Ave         | PL              | 0          | 0          | CP+CdL          | 0+1             | 0               | UEL                | 0                  | 0                  |             | -           | -           | 1      | 0      |        |
| 2017-gen. 2018  | Rio Ave         | PL              | 0          | 0          | CP+CdL          | 0+1             | 1               |                    | -                  | -                  |             | -           | -           | 1      | 1      |        |
| gen.-giu. 2018  | Covilhã         | LdH             | 11         | 0          | CP+CdL          | 0               | 0               |                    | -                  | -                  |             | -           | -           | 11     | 0      |        |
| 2018-2019       | Rio Ave         | PL              | 3          | 0          | CP+CdL          | 0+1             | 0               |                    | -                  | -                  |             | -           | -           | 4      | 0      |        |
| 2019-2020       | Rio Ave         | PL              | 2          | 0          | CP+CdL          | 1+0             | 0               |                    | -                  | -                  |             | -           | -           | 3      | 0      |        |
| Totale carriera | Totale carriera | Totale carriera | 16         | 0          |                 | 6               | 1               |                    | 0                  | 0                  |             | -           | -           | 22     | 1      |        |